# Limnophyes ikilemeus
Limnophyes ikilemeus är en tvåvingeart som beskrevs av Sasa och Suzuki 1999. Limnophyes ikilemeus ingår i släktet Limnophyes och familjen fjädermyggor. Inga underarter finns listade i Catalogue of Life.